# Bettina Schön
Bettina Schön (* 19. September 1926 in Berlin; † 2. Februar 2021 ebenda), auch Bettina Wildt Schön oder Bettina Schön-Wildt, war eine deutsche Schauspielerin, Hörspiel- und Synchronsprecherin.

## Karriere
Bettina Schön wurde als Tochter des Betreibers des Café Schön, eines Familienunternehmens an der Berliner Prachtstraße Unter den Linden, geboren. Unter Bestärkung ihrer Mutter stellte sie sich, entgegen dem Wunsch des Vaters, beim Hebbel-Theater vor, wo sie ihre Schauspielausbildung erhielt und ihren Lebensunterhalt zunächst als Statistin verdiente. Ende der vierziger Jahre erhielt Schön größere Rollen und war unter anderem 1950 unter der Regie von Kurt Raeck in Lesley Storms Schwarzer Chiffon am Renaissance-Theater und 1960 in Curth Flatows Das Fenster zum Flur am Hebbel-Theater zu sehen.
Mit ihrem ersten Ehemann wanderte Bettina Schön in den fünfziger Jahren nach Argentinien aus, wo sie unter anderem 1954 an der I. Deutschen Bühne des Teatro Aléman Buenos Aires unter der Regie von Theo Lingen in dessen Lustspiel Johann spielte. Nach sechs Jahren kehrte sie, nach der Scheidung von ihrem Mann, wieder nach Deutschland zurück, wo sie wieder Theater spielte. In Fernsehproduktionen war Schön selten zu sehen, jedoch wirkte sie in den Serien Tatort und Die fünfte Kolonne mit. 
Einer breiteren Öffentlichkeit war Bettina Schön als Synchronsprecherin bekannt. Zwischen 1949 und 2004 war sie als deutsche Sprecherin in über 500 Filmen und Fernsehserien zu hören. Sie sprach unter anderem Anne Bancroft, Maggie Smith, Elizabeth Taylor und Vanessa Redgrave. Ihre Stimme war in Filmen wie Mondsüchtig, Cleopatra und Spartacus sowie in Serien wie Dallas zu hören. 

## Privates
Bettina Schön war zweimal verheiratet. In zweiter Ehe, bis zu dessen Tod, mit ihrem Schauspielkollegen Helmut Wildt (1922–2007). Ab 2004 befand sich die Schauspielerin im Ruhestand, da sie sich um ihren damals pflegebedürftigen Mann kümmern wollte, hielt jedoch Kontakt zu alten Freunden aus der Synchronbranche, so zu Lutz Riedel, Marianne Groß, Thomas Keck und Uta Hallant. 2008 erhielt sie den von Fans der deutschen Synchronbranche vergebenen Preis Die Silhouette in der Kategorie Lebenswerk Synchronschauspielerin.
Bettina Schön starb 2021, im Alter von 94 Jahre in ihrer Heimatstadt Berlin.

## Filmografie (Auswahl)
- 1960: Das Fenster zum Flur (Aufzeichnung aus dem Hebbel-Theater, Berlin)
- 1960: Das Rätsel der grünen Spinne
- 1961: Das letzte Kapitel
- 1963: Meine Frau Susanne (Fernsehserie), Folge 17 Unruhiger Nachmittag
- 1966: Die fünfte Kolonne (Fernsehserie), Folge 19 Stahlschrank SG III
- 1977: Tatort: Feuerzauber

## Synchronarbeiten (Auswahl)
Maggie Smith
- 1986: Zimmer mit Aussicht als Charlotte Bartlett
- 1996: Der Club der Teufelinnen als Gunilla Garson Goldberg
- 1997: Washington Square als Tante Lavinia Penniman
- 1999: Tee mit Mussolini als Lady Hester Random
- 2001: Gosford Park als Constance Trentham
- 2001: Harry Potter und der Stein der Weisen als Prof. Minerva McGonagall
- 2002: Die göttlichen Geheimnisse der Ya-Ya-Schwestern als Caro Eliza Bennett
- 2002: Harry Potter und die Kammer des Schreckens als Prof. Minerva McGonagall
- 2004: Harry Potter und der Gefangene von Askaban als Prof. Minerva McGonagall

Anne Bancroft
- 1977: Am Wendepunkt als Emma Jacklin
- 1983: Sein oder nicht sein als Anna Bronski
- 1984: Die Göttliche als Estelle Rolfe
- 1986: Nacht, Mutter als Thelma Cates
- 1993: Mr. Jones als Dr. Catherine Holland
- 1995: Familienfeste und andere Schwierigkeiten als Adele Larson
- 1996: Der lange Weg nach Hause als Abigail Tillerman
- 2000: Die Villa als Prinzessin San Ferdinando

Olympia Dukakis
- 1987: Mondsüchtig als Rose
- 1991: Ein Licht in der Dunkelheit als Emily Miller
- 1993: Die sieben besten Jahre als Doris Silverman
- 1993: Wie ein Vogel im Wind als Bea
- 1995: Mr. Holland’s Opus als Direktorin Jacobs

Elizabeth Taylor
- 1952: Ein Platz an der Sonne als Angela Vickers
- 1953: Ivanhoe – Der schwarze Ritter als Rebecca
- 1989: Süßer Vogel Jugend als Alexandra Del Lago

### Filme
- 1950: Geraldine Brooks in Vulcano als Maria
- 1950: Nancy Olson in Menschen ohne Seele als Joyce
- 1951: Julie Adams in Sieg über das Dunkel als Chris Paterson
- 1961: Joanna Barnes in Die Vermählung ihrer Eltern geben bekannt als Vicky Robinson
- 1971: Verna Bloom in Der weite Ritt als Hannah Collings
- 1971: Glenda Jackson in Maria Stuart, Königin von Schottland als Königin Elisabeth
- 1973: Verna Bloom in Wie ein Panther in der Nacht als Maureen
- 1978: Glenda Jackson in Hausbesuche als Ann Atkinson
- 1984: Eva Marie Saint in Ich bin kein Mörder als Mildred Kassab
- 1984: Holland Taylor in Auf der Jagd nach dem grünen Diamanten als Gloria
- 1985: Annie Girardot in Ich und der Duce als Rachele Mussolini
- 1985: Gena Rowlands in Früher Frost – Ein Fall von Aids als Katherine Pierson
- 1986: Mari Szemes in Tagebuch für meine Lieben als Großmutter
- 1988: Joan Plowright in Verschwörung der Frauen als Cissie Colpitts 1
- 1989: Annie Girardot in Fünf Tage im Juni als Marcelle
- 1990: Lauren Bacall in Schatten über Sunshine als Beatrix Coltrane
- 1991: Lauren Bacall in Mein Weihnachtswunsch als Lillian Brooks
- 1991: Jacqueline Brookes in Die nackte Kanone 2½ als Commissioner Anabell Brumford
- 1992: Nancy Marchand in Drei lahme Enten als Lillian Oglethorpe (Lillian Orgeltropfen)
- 1992: Jacqueline Brookes in Der unbekannte Zeuge als Anwältin Spinner
- 1993: Joan Plowright in Dennis als Martha Wilson
- 1993: Annie Girardot in Pakt mit dem Tod als Madame Duclos
- 1993: Micheline Presle in Fanfan & Alexandre als Maude
- 1993: Annie Girardot in Mord in der Toskana als Ada Roversi
- 1994: Audra Lindley in Tödliche Recherche als Ednas Mutter
- 1996: Joan Plowright in Mr. Wrong – Der Traummann wird zum Alptraum als Mrs. Crawford
- 1997: Marian Seldes in Wieder allein zu Haus als Mrs. Hess
- 1998: Polly Holliday in Ein Zwilling kommt selten allein als Marva Kulp, Sr.
- 1999: Barbara Jefford in Die Neun Pforten als Baroness Kessler
- 2000: Vanessa Redgrave in Die Wahrheit über Engel als Maddy Bennett
- 2000: Eva Marie Saint in Ich träumte von Afrika als Franca
- 2000: Miriam Karlin in In stürmischen Zeiten als Madame Goldstein
- 2000: Freda Dowie in Jason und der Kampf um das Goldene Vlies als Hera
- 2000: Linda Eder in Die Nominierung als Sängerin
- 2000: Geraldine McEwan in Verlorene Liebesmüh’ als Holofernia
- 2001: Liz Mosrop in From Hell als Queen Victoria
- 2001: Vimla Bhushan in Monsoon Wedding als Verena Verma
- 2001: Leslie Caron in Mord im Orient-Express als Senora Alvarado
- 2001: Tsilla Chelton in The Musketeer als Madame Lacross
- 2001: Fionnula Flanagan in The Others als Mrs. Mills
- 2001: Micheline Presle in Zärtliche Seelen als Juliette
- 2002: Mary Alice in Land des Sonnenscheins – Sunshine State als Eunice Stokes
- 2002: Lois Smith in Minority Report als Dr. Iris Hineman
- 2002: Rosemary Leach in Prince William als Königin Elizabeth
- 2002: Rosemary Harris in Spider-Man als Tante May Parker
- 2002: Phyllida Law in The Time Machine als Mrs. Watchett
- 2002: Katherine Helmond in Weihnachtsmann wider Willen als Königin Carlotta
- 2003: Leslie Caron in Eine Affäre in Paris als Suzanne de Persand
- 2003: Irene Hamilton in Johnny English – Der Spion, der es versiebte als Elizabeth II.
- 2003: Phyllis Newman in Der menschliche Makel als Iris Silk
- 2003: Rita Davies in Tempo als Juliana
- 2003: Eileen Atkins in Was Mädchen wollen als Lady Jocelyn Dashwood

### Serien
- 1978: Rosemary Harris in Holocaust – Die Geschichte der Familie Weiss als Berta Pallitz–Weiss
- 1979: Rosemary Harris in Der lange Treck als Minerva Chisholm
- 1984: Dana Wynter in Hart aber herzlich als Sylvia van Upton
- 1985–1986: Jean Simmons in Fackeln im Sturm als Clarissa Main
- 1987: K. Callan in Remington Steele als Martha Ryan
- 1988: K. Callan in Hunter als Mrs. Jorgensen
- 1988–1989: Diana Muldaur in Raumschiff Enterprise – Das nächste Jahrhundert als Dr. Katherine Pulaski

## Hörspiele (Auswahl)
- 1949: Elmer Rice: Das träumende Mädchen (Claire) – Regie: Hanns Korngiebel (Hörspielbearbeitung – RIAS Berlin)
- 1952: Theodore Dreiser: Ein Platz an der Sonne (Sondra Finchley) – Bearbeitung und Regie: Curt Goetz-Pflug (Hörspielbearbeitung – NWDR Berlin)
- 1952: Terence Rattigan: Parlez-vous français? (Jacqueline, genannt Jack) – Regie: Rolf von Sydow (Hörspielbearbeitung – RIAS Berlin)
- 1963: Frederick Lonsdale: Mrs. Cheneys Ende (Lady Joan Houghton) – Regie: Carl-Heinz Schroth (Hörspielbearbeitung – SFB)
- 1964: Roger Leigh: Meine Sorgen müßtest du haben (Linda) – Regie: Rolf von Goth (Original-Hörspiel – SFB)
- 1964: Erdmann Graeser: Damals war’s – Geschichten aus dem alten Berlin: Die Koblanks (12 Teile) – Regie: Ivo Veit (Hörspielbearbeitung – RIAS Berlin)
- 1971: Gerd E. Hofmann: Erkennen vielstimmig – Datenkrimi I (Sekretärin) – Regie: Joachim Sonderhoff (Hörspiel – WDR)
- 1972/73: Egon Polling: Damals war’s – Geschichten aus dem alten Berlin: Hansemann & Söhne (12 Teile) – Regie: Ivo Veit (Hörspielbearbeitung – RIAS Berlin)
- 1979: Hans Peter Preßmar: Sprotts Ende – Regie: Friedhelm von Petersson (Hörspiel – SFB)

Quelle: ARD-Hörspieldatenbank